# (1042) Amazone
Amazone és l'asteroide número 1042. Va ser descobert per l'astrònom Karl Wilhelm Reinmuth des de l'observatori de Heidelberg (Alemanya), el 22 d'abril de 1925. La seva designació alternativa és 1925 HA.